# 구와가사키정
구와가사키정(鍬ヶ崎町)은 이와테현 시모헤이군에 설치되었던 정이다. 현재의 미야코시에 해당한다.

## 역사
- 1889년 4월 1일 - 정촌제 시행과 함께 우라쿠와가사키촌이 단독으로 정제를 시행해 구와가사키정이 되었다.
- 1924년 4월 1일 - 미야코정과 합병해 새로운 미야코정이 되었다.